# Ceija Stojka

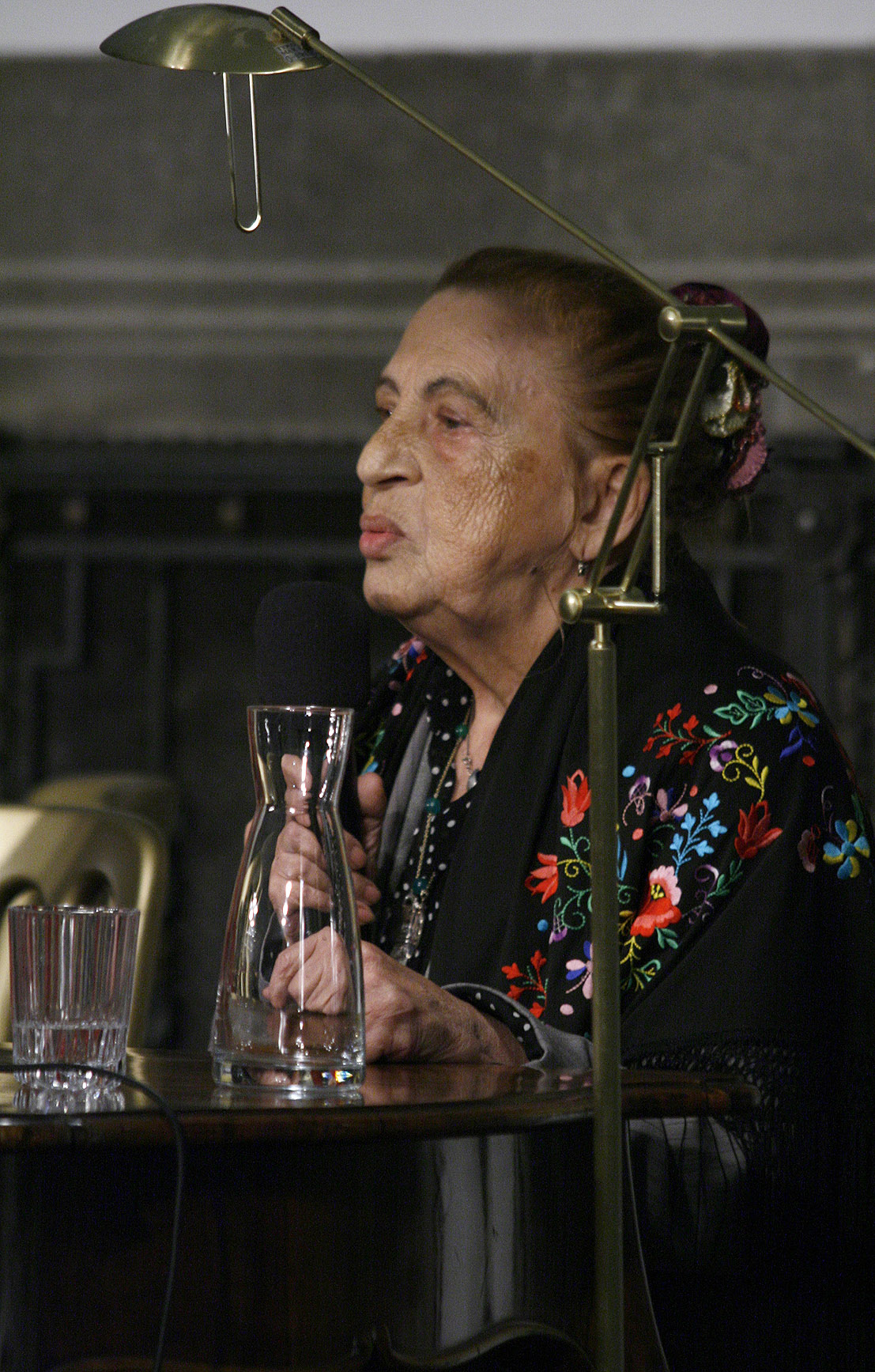
Ceija Stojka (Wien 2008)

Ceija Stojka, född 23 maj 1933 i Kraubath an der Mur, Steiermark, död 28 januari 2013 i Wien, var en österrikisk författare och konstnär. Hon var lovari-rom, och överlevde tre nationalsocialistiska förintelseläger. 
Som barn växte hon upp i en familj som reste runt i Österrike och försörjde sig på hästhandel. Sedan hennes far mördats i koncentrationslägret Dachau, deporterades resten av familjen till Auschwitz-Birkenau. 1944 sändes hon med sin mor och syster till koncentrationslägret Ravensbrück där hon tvingades arbeta i systugan. Kort tid innan krigsslutet sändes de till Bergen-Belsen, där de blev befriade. Av storfamiljen på omkring 200 personer överlevde bara sex. 
Efter kriget bosatte hon sig i Wien, där hon levde till sin död. 1988 skrev hon sin första bok Wir leben im Verborgenen, och blev då en av de första som gjorde allmänheten uppmärksam på romernas öde i koncentrations- och förintelselägren. 1992 gav hon ut Reisende auf dieser Welt, där hon beskrev sin tid i Österrike efter kriget. Efter en resa till Japan började hon 1989 måla. Återkommande teman är färgrika naturmotiv, särskilt från Japan och Tjeckien. 2003 utgavs hennes poesiband Meine Wahl zu schreiben – ich kann es nicht.

## Utmärkelser
- Bruno-Kreisky-Preis für das politische Buch, 1993
- Josef-Felder-Preis, 2000
- Goldenes Verdienstkreuz des Landes Wien, 2001
- Humanitätsmedaille der Stadt Linz, 2004
- Goldenes Verdienstzeichen des Landes Oberösterreich, 2005
- Fernsehpreis der Österreichischen Erwachsenenbildung, 2006
- Utnämnd till professor av Ministeriet för utbildning, konst och kultur, 2009[1]
- Platsen framför Altlerchenfelder Pfarrkirche i Wien fick 2014 namnet Ceija-Stojka-Platz